# 名古屋市電明道町線
明道町線（めいどうちょうせん）は、かつて愛知県名古屋市に存在した名古屋市電の路線（路面電車）の一つである。同市西区の明道町停留場と菊井町停留場を結んだ。1923年（大正13年）に開業、1971年（昭和46年）に廃止された。

## 路線概況
全長は0.371キロメートル（1962年3月末時点）。全線が複線かつ併用軌道であり、愛知県道200号名古屋甚目寺線（外堀通）上を走行した。
起点明道町停留場の次が終点菊井町停留場という短い路線である。起点明道町停留場は外堀通と名古屋市道江川線が交差する明道町交差点に位置する。3本の市電路線が集まる地点であり、南北方向の市道江川線上に上江川線が通り、外堀通には東に向かって行幸線が、西に向かってこの明道町線がそれぞれ伸びていた。東西の明道町線・行幸線と南北の上江川線は平面交差するほか複線の連絡線があり、上江川線南方（柳橋方面）と明道町線の直通が可能な配線であった。
終点菊井町停留場は外堀通と名古屋市道菊井町線が交差する菊井町交差点に位置した。ここは市道菊井町線上を南北に通る押切線との接続地点であり、交差点には明道町線側から南北方向双方へ直通できる配線（デルタ線）が形成されていた。

## 歴史

### 開業
名古屋城西部地区で最初に開通した路面電車は押切線で、1901年（明治34年）に開業した。同線は柳橋（現・名駅）から志摩町（現・那古野）まで北上、そこから一旦西に折れ、那古野町から再び北向きに戻って押切町に至るという経路であった。開通当時、押切町付近を除いて田園地帯と市街地の境を通る路線であったが、電車敷設を機に沿道の市街化が進行した。これに続いて1913年（大正2年）から1915年（大正4年）にかけて、志摩町から北上して浄心へ至る上江川線と、途中の明道橋（明道町）から東へ伸びる行幸線の2路線が開通した。これらの路線の沿線は江戸時代からすでに武家屋敷や町屋が並んでいた地域にあたる。
1919年（大正8年）になり、名古屋市は幹線道路5本の新設からなる「第1期都市計画街路事業」の実施を決定し、8月に国の認可を受けた。市西部では西区明道町（明道橋）と菊井町を結ぶ351メートル・幅員20メートルの道路「明道町線」の新設が盛り込まれ、1920年（大正9年）より着工、1924年（大正13年）7月に竣工をみた。路面電車を運転していた名古屋電気鉄道においても明道町から菊井町までの軌道敷設特許を1919年6月7日に申請して1921年（大正10年）7月29日付で取得した。直後の8月1日に名古屋市が名古屋電気鉄道市内線を引き継ぎ名古屋市電が成立。市は買収後ただちに幹線道路整備に関連した軌道を敷設する「第一期軌道建設改良工事」を立ち上げ、その一環として明道橋停留場（後の明道町）から菊井町停留場に至る明道橋線を翌1923年（大正12年）1月16日に開通させた。
明道町線開通により、従来明道橋 - 平田町 - 鶴舞公園 - 門前町（後の大須）という「コ」の字型で運転されていた系統が菊井町経由で名古屋駅前まで延長された。この系統は反対側の路線延伸に伴い1924年3月より名古屋駅前を発着する循環系統となり、以後太平洋戦争後の一時期を除いて1970年（昭和45年）まで運転が続くことになる。

### 開業後の動き
1923年12月、名古屋駅前方面から那古野町（堀内町線）経由で押切町へ至る系統が新設され、反対に柳橋方面から志摩町・那古野町経由で押切町へ至る系統は廃止された。従って押切線志摩町 - 那古野町間を経由する市電の系統は設定がなくなったが、一方で押切線は押切町から郊外へ伸びる名古屋鉄道（名鉄）郡部線の電車が都心側のターミナルである柳橋駅まで乗り入れるルートとして1913年から利用されていた。1926年（大正15年）に志摩町 - 那古野町間が廃線になると、この郡部線直通電車は明道町線経由（柳橋 - 明道橋 - 菊井町 - 押切町の経路）となり、以後新名古屋駅（現・名鉄名古屋駅）が開設される1941年（昭和16年）までこの経路で郊外電車の乗り入れが続いた。
戦後は行幸線・東片端線とともに環状線の北部を構成したほか、名古屋駅前と北区各地（黒川・大曽根・上飯田など）を結ぶ運転系統が多数経由した。また名古屋駅前と市南部の名古屋港を結ぶ系統も明道町線を通っていた（#運転系統参照）。
名古屋市電は1950年代末に路線網・輸送人員ともに最盛期を迎えたが、事業の大幅な赤字化や市営バスの急速な拡大、自動車の普及による交通事情の変化など市電を取り巻く環境が変化したことから、市は1965年度（昭和40年度）から段階的な市電の撤去に着手し、1968年（昭和43年）12月には1973年度（昭和48年度）までに市電を全廃すると決定した。最大で6系統あった明道町線を通過する運転系統も段階的に縮小され、末期には名古屋駅前と御成通線上飯田を結ぶ系統のみ残された。そして1971年（昭和46年）2月1日、菊井町 - 上飯田間計6.8キロメートルが廃止されて明道町線も全線廃止となった。

## 停留場
前述の通り、停留場は明道町（めいどうちょう）と菊井町（きくいちょう）の2か所のみである。所在地は明道町が西区隅田町・明道町、菊井町が西区菊井通7・8丁目。この2つ以外の停留場が設置されたことはない。なお、明道町は開業時から1946年1月8日に改称されるまで「明道橋」と称していた。

## 接続路線
- 明道町停留場：市電行幸線（1923年 - 1971年）・市電上江川線（1923年 - 1971年）
- 菊井町停留場：市電押切線（1923年 - 1971年）

## 運転系統

### 1937年時点
1937年（昭和12年）8月時点において明道町線で運行されていた運転系統は以下の通り。〔太字〕で示した範囲は線内を走行する区間を指す。
- 名古屋駅前 -〔菊井町 - 明道橋〕- 東片端 - 平田町 - 新栄町 - 鶴舞公園 - 水主町 - 柳橋 - 笹島町 - 名古屋駅前

### 1952年時点
1952年（昭和27年）3月時点において明道町線で運行されていた運転系統は以下の通り。〔太字〕で示した範囲は線内を走行する区間を指す。
- 3号系統：名古屋駅前 -〔菊井町 - 明道町〕- 東片端 - 平田町 - 鶴舞公園 - 水主町 - 名古屋駅前
- 12号系統：名古屋駅前 -〔菊井町 - 明道町〕- 東片端 - 清水口 - 赤塚 - 大曽根 - 東大曽根
- 13号系統：浄心町 -〔菊井町 - 明道町〕- 東片端 - 清水口 - 赤塚 - 大曽根 - 上飯田

### 1961年以降
1961年（昭和36年）4月時点において明道町線で運行されていた運転系統は以下の通り。〔太字〕で示した範囲は線内を走行する区間を指す。
- 3号系統：名古屋駅前 -〔菊井町 - 明道町〕- 東片端 - 平田町 - 鶴舞公園 - 水主町 - 名古屋駅前
- 12号系統：名古屋駅前 -〔菊井町 - 明道町〕- 東片端 - 清水口 - 赤塚 - 大曽根 - 東大曽根
- 13号系統：浄心町 -〔菊井町 - 明道町〕- 東片端 - 平田町 - 赤塚 - 大曽根 - 上飯田
- 18号系統：名古屋駅前 -〔菊井町 - 明道町〕- 東片端 - 清水口 - 黒川 - 城北学校前
- 50号系統：名古屋駅前 -〔菊井町 - 明道町〕- 柳橋 - 水主町 - 八熊通 - 港車庫前 - 名古屋港
- 81号系統：名古屋駅前 -〔菊井町 - 明道町〕- 東片端 - 平田町 - 赤塚 - 大曽根 - 上飯田

市電路線網の縮小が始まると、上記5系統のうちまず名古屋駅前 - 東大曽根間の12号系統と浄心町 - 上飯田間の13号系統が1965年（昭和40年）10月1日に廃止された。次いで1967年（昭和42年）2月1日に名古屋駅前 - 城北学校前間の18号系統が廃止。1969年（昭和44年）2月20日にも名古屋駅前 - 名古屋港間の50号系統が廃止された。
1970年代に入ると1970年（昭和45年）4月1日名古屋駅前発着環状系統の3号系統も廃止され、残る名古屋駅前 - 上飯田間の81号系統は廃線により1971年（昭和46年）2月1日に廃止された。

## 利用動向

### 1959年調査
1959年（昭和34年）6月11日木曜日に実施された市電全線の利用動向調査によると、明道町線の通過人員は東行（明道町方面）が14,087人、西行（菊井町方面）が13,563人であった。
- 東行通過人員14,087人のうち、
  - 菊井町での乗車は2,650人
  - 菊井町をまたいで押切線那古野町以遠と直通する乗客は10,442人
  - 菊井町をまたいで押切線菊井通四丁目以遠と直通する乗客は995人
  - 明道町での降車は1,238人
  - 明道町をまたいで行幸線（景雲橋以遠）と直通する乗客は11,489人
  - 明道町をまたいで上江川線（泥江町以遠）と直通する乗客は1,360人
- 西行通過人員13,563人のうち、
  - 明道町での乗車は1,134人
  - 明道町をまたいで行幸線（景雲橋以遠）と直通する乗客は11,185人
  - 明道町をまたいで上江川線（泥江町以遠）と直通する乗客は1,244人
  - 菊井町での降車は2,810人
  - 菊井町をまたいで押切線那古野町以遠と直通する乗客は9,686人
  - 菊井町をまたいで押切線菊井通四丁目以遠と直通する乗客は1,067人

### 1966年調査
1966年（昭和41年）11月8日火曜日に実施された市電全線の利用動向調査によると、明道町線の通過人員は東行（明道町方面）が8,757人、西行（菊井町方面）が8,916人であった。
- 東行通過人員8,757人のうち、
  - 菊井町での乗車は1,912人
  - 菊井町をまたいで押切線（那古野町以遠）と直通する乗客は6,845人
  - 明道町での降車は781人
  - 明道町をまたいで行幸線（景雲橋以遠）と直通する乗客は7,086人
  - 明道町をまたいで上江川線（泥江町以遠）と直通する乗客は890人
- 西行通過人員8,916人のうち、
  - 明道町での乗車は768人
  - 明道町をまたいで行幸線（景雲橋以遠）と直通する乗客は7,114人
  - 明道町をまたいで上江川線（泥江町以遠）と直通する乗客は1,034人
  - 菊井町での降車は2,069人
  - 菊井町をまたいで押切線（那古野町以遠）と直通する乗客は6,847人